# Monomitopus nigripinnis
Monomitopus nigripinnis är en fiskart som först beskrevs av Alcock, 1889.  Monomitopus nigripinnis ingår i släktet Monomitopus och familjen Ophidiidae. Inga underarter finns listade i Catalogue of Life.